# 卡茨馬濟夫
48°54′6″N 27°56′41″E / 48.90167°N 27.94472°E
卡茨馬濟夫（烏克蘭語：Кацмазів），是烏克蘭的村落，位於該國西南部文尼察州，由日梅林卡區負責管轄，始建於1497年，面積4.34平方公里，海拔高度296米，2001年人口993，人口密度每平方公里228.59人。